# Mansour Al-Thagafi
Mansour Al-Thagafi (14 gennaio 1979) è un ex calciatore saudita, di ruolo difensore.

## Carriera
Ha partecipato ai mondiali 2002 con la Nazionale saudita.